# Eccellenza Toscana 2022-2023
Il campionato italiano di calcio di Eccellenza regionale 2022-2023 è il trentaduesimo organizzato in Italia. Rappresenta il quinto livello del calcio italiano.

## Stagione

### Novità
In questa stagione partecipano 33 squadre, sedici nel girone A e diciassette nel girone B, quindi quattro in meno rispetto alle 37 della scorsa stagione. Si iscrivono in quanto vincitrici dei rispettivi gironi di Promozione Toscana: Pontebuggianese, Montespertoli, Mazzola Valdarbia e Castiglionese 1919; si iscrive anche la Rondinella Marzocco dopo la vittoria dei play-off di Promozione Toscana. Tra le retrocesse dalla Serie D si iscrive in Eccellenza Toscana solo la Pro Livorno Sorgenti.

## Girone A

### Squadre partecipanti
| Club                      | Città (provincia)                 | Stadio                           | Stagione precedente               |
| ------------------------- | --------------------------------- | -------------------------------- | --------------------------------- |
| Armando Picchi            | Livorno                           | Centro Sportivo Armando Picchi   | 8º posto in Eccellenza Toscana/B  |
| Camaiore                  | Camaiore (LU)                     | Stadio Comunale                  | 4º posto in Eccellenza Toscana/A  |
| Castelfiorentino          | Castelfiorentino (FI)             | Stadio Comunale                  | 11º posto in Eccellenza Toscana/B |
| Certaldo                  | Certaldo (FI)                     | Comunale di Certaldo             | 7º posto in Eccellenza Toscana/B  |
| Cuoiopelli                | Santa Croce sull'Arno (PI)        | Stadio Libero Masini             | 2º posto in Eccellenza Toscana/B  |
| Fratres Perignano 2019    | Perignano (PI)                    | Stadio Mauro Matteoli            | 4º posto in Eccellenza Toscana/B  |
| Fucecchio                 | Fucecchio (FI)                    | Stadio comunale Filippo Corsini  | 9º posto in Eccellenza Toscana/B  |
| Massese                   | Massa                             | Stadio Gianpiero Vitali          | 6º posto in Eccellenza Toscana/A  |
| Montespertoli             | Montespertoli (FI)                | Centro Sportivo Molino Del Ponte | 1º posto in Promozione Toscana/B  |
| Pontebuggianese           | Ponte Buggianese (PT)             | Stadio Lunezia                   | 1º posto in Promozione Toscana/A  |
| Pro Livorno 1919 Sorgenti | Livorno                           | Stadio Mario Magnozzi            | 18º posto in Serie D/E            |
| River Pieve               | Pieve Fosciana (LU)               | Stadio Comunale G.Angelini       | 9º posto in Eccellenza Toscana/A  |
| S.C. Cenaia 1969          | Cenaia di Crespina Lorenzana (PI) | Stadio Vittorio Pennati          | 5º posto in Eccellenza Toscana/B  |
| San Marco Avenza 1926     | Avenza di Carrara (MS)            | Centro Sportivo Nuova Covetta    | 5º posto in Eccellenza Toscana/A  |
| San Miniato Basso         | San Miniato Basso (PI)            | Stadio Massimo Pagni             | 3º posto in Eccellenza Toscana/B  |
| Tuttocuoio                | Ponte a Egola (PI)                | Stadio Leporaia                  | 6º posto in Eccellenza Toscana/B  |

### Classifica
|  | Pos. | Squadra              | Pt | G  | V  | N  | P  | GF | GS | DR  |
|  | ---- | -------------------- | -- | -- | -- | -- | -- | -- | -- | --- |
|  | 1.   | S.C. Cenaia          | 60 | 30 | 18 | 6  | 6  | 49 | 30 | +19 |
|  | 2.   | Fratres Perignano    | 57 | 30 | 16 | 9  | 5  | 56 | 35 | +21 |
|  | 3.   | Cuoiopelli           | 54 | 30 | 16 | 6  | 8  | 56 | 36 | +20 |
|  | 4.   | River Pieve          | 48 | 30 | 12 | 12 | 6  | 36 | 31 | +5  |
|  | 5.   | Castelfiorentino     | 47 | 30 | 13 | 8  | 9  | 38 | 25 | +13 |
|  | 6.   | Pontebuggianese      | 43 | 30 | 12 | 7  | 11 | 35 | 33 | +2  |
|  | 7.   | Certaldo             | 42 | 30 | 11 | 9  | 10 | 30 | 34 | -4  |
|  | 8.   | Camaiore             | 41 | 30 | 10 | 11 | 9  | 40 | 30 | +10 |
|  | 9.   | Fucecchio            | 40 | 30 | 9  | 13 | 8  | 27 | 23 | +4  |
|  | 10.  | Massese              | 39 | 30 | 9  | 12 | 9  | 30 | 31 | -1  |
|  | 11.  | Pro Livorno Sorgenti | 37 | 30 | 8  | 13 | 9  | 33 | 40 | -7  |
|  | 12.  | Montespertoli        | 37 | 30 | 9  | 10 | 11 | 36 | 43 | -7  |
|  | 13.  | Tuttocuoio           | 30 | 30 | 7  | 9  | 14 | 30 | 42 | -12 |
|  | 14.  | San Marco Avenza     | 27 | 30 | 6  | 9  | 15 | 34 | 54 | -20 |
|  | 15.  | San Miniato Basso    | 24 | 30 | 4  | 12 | 14 | 23 | 39 | -16 |
|  | 16.  | Armando Picchi       | 16 | 30 | 2  | 10 | 18 | 30 | 57 | -27 |

Legenda
      Promossa in Serie D 2023-2024.
      Ammessa agli Spareggi nazionali.
      Retrocesse in Promozione 2023-2024.
Regolamento:
Tre punti a vittoria, uno a pareggio, zero a sconfitta.

### Risultati

#### Tabellone
|                      | ARM  | CAM  | CSF  | CER  | CUO  | FRA  | FUC  | MAS  | MON  | PON  | PRO  | RIV  | SCC  | SMA  | SMB  | TUT  |
| -------------------- | ---- | ---- | ---- | ---- | ---- | ---- | ---- | ---- | ---- | ---- | ---- | ---- | ---- | ---- | ---- | ---- |
| Armando Picchi       | –––– | 2-2  | 1-4  | 1-2  | 0-1  | 2-2  | 1-1  | 1-2  | 1-2  | 2-2  | 2-4  | 0-2  | 0-1  | 1-1  | 1-1  | 0-1  |
| Camaiore             | 0-0  | –––– | 1-0  | 1-1  | 1-2  | 2-0  | 0-2  | 2-0  | 1-1  | 2-0  | 0-2  | 2-0  | 1-2  | 6-0  | 1-0  | 3-0  |
| Castelfiorentino     | 1-1  | 1-1  | –––– | 0-3  | 3-0  | 2-1  | 2-0  | 1-0  | 1-0  | 1-2  | 0-1  | 0-1  | 0-0  | 3-0  | 1-1  | 0-0  |
| Certaldo             | 2-1  | 0-2  | 1-0  | –––– | 0-0  | 1-5  | 1-1  | 0-0  | 0-0  | 0-1  | 1-1  | 1-0  | 0-1  | 3-2  | 1-0  | 1-1  |
| Cuoiopelli           | 1-0  | 4-1  | 2-3  | 1-0  | –––– | 1-2  | 1-1  | 3-1  | 3-2  | 2-0  | 3-3  | 7-1  | 0-1  | 3-2  | 3-2  | 3-1  |
| Fratres Perignano    | 4-1  | 1-1  | 1-0  | 4-2  | 1-0  | –––– | 1-0  | 1-1  | 0-0  | 3-3  | 1-1  | 5-5  | 0-1  | 3-0  | 3-2  | 4-2  |
| Fucecchio            | 3-0  | 0-2  | 0-0  | 3-0  | 0-3  | 1-2  | –––– | 0-0  | 1-1  | 0-0  | 0-0  | 0-0  | 0-1  | 2-1  | 0-1  | 1-0  |
| Massese              | 2-2  | 0-0  | 2-2  | 1-0  | 1-0  | 1-2  | 1-0  | –––– | 0-1  | 1-0  | 2-1  | 0-1  | 1-1  | 2-1  | 1-1  | 0-1  |
| Montespertoli        | 4-0  | 2-2  | 0-4  | 2-0  | 2-3  | 1-3  | 1-2  | 1-1  | –––– | 1-0  | 1-1  | 2-1  | 1-1  | 2-1  | 0-0  | 1-1  |
| Pontebuggianese      | 1-1  | 1-0  | 2-0  | 2-3  | 0-0  | 0-1  | 1-3  | 1-3  | 1-0  | –––– | 3-0  | 0-2  | 1-0  | 5-1  | 2-0  | 1-0  |
| Pro Livorno Sorgenti | 2-3  | 2-1  | 1-0  | 0-0  | 0-0  | 0-1  | 0-2  | 1-4  | 1-0  | 0-0  | –––– | 1-1  | 1-2  | 1-1  | 1-1  | 3-1  |
| River Pieve          | 1-2  | 2-1  | 0-0  | 0-0  | 3-1  | 1-0  | 1-1  | 0-0  | 4-1  | 1-1  | 1-1  | –––– | 1-1  | 1-1  | 1-0  | 1-0  |
| S.C. Cenaia          | 2-1  | 1-0  | 1-3  | 1-3  | 0-4  | 2-0  | 1-1  | 2-1  | 4-2  | 3-0  | 4-1  | 1-0  | –––– | 1-2  | 1-0  | 4-1  |
| San Marco Avenza     | 3-2  | 2-2  | 0-2  | 3-1  | 2-0  | 0-3  | 0-0  | 3-0  | 1-2  | 0-2  | 1-1  | 1-2  | 2-2  | –––– | 2-0  | 0-0  |
| San Miniato Basso    | 1-0  | 1-1  | 1-2  | 0-2  | 2-4  | 1-1  | 0-0  | 0-0  | 3-0  | 2-3  | 0-1  | 0-0  | 0-6  | 1-1  | –––– | 0-0  |
| Tuttocuoio           | 2-1  | 1-1  | 1-2  | 0-1  | 1-1  | 1-1  | 1-2  | 2-2  | 2-3  | 1-0  | 4-1  | 1-2  | 3-1  | 1-0  | 0-2  | –––– |

#### Play-off

##### Semifinale
La semifinale play-off tra la 2ª e la 5ª non si disputerà in quanto il divario tra le due squadre è uguale o superiore ai 10 punti.
|            | Risultati |             | Luogo e data                          |
| ---------- | --------- | ----------- | ------------------------------------- |
| Cuoiopelli | 2-2 (dts) | River Pieve | Santa Croce sull'Arno, 30 aprile 2023 |
|            |           |             |                                       |

##### Finale
|                   | Risultati |            | Luogo e data             |
| ----------------- | --------- | ---------- | ------------------------ |
| Fratres Perignano | 1-2 (dts) | Cuoiopelli | Pontedera, 7 maggio 2023 |
|                   |           |            |                          |

#### Play-out
Il play-out tra la 12ª e la 15ª non si disputerà in quanto il divario tra le due squadre è uguale o superiore ai 10 punti.
|            | Risultati |                  | Luogo e data                  |
| ---------- | --------- | ---------------- | ----------------------------- |
| Tuttocuoio | 1-0       | San Marco Avenza | Ponte a Egola, 30 aprile 2023 |
|            |           |                  |                               |

## Girone B

### Squadre partecipanti
| Club                | Città (provincia)          | Stadio                        | Stagione precedente               |
| ------------------- | -------------------------- | ----------------------------- | --------------------------------- |
| Baldaccio Bruni     | Anghiari (AR)              | Stadio Saverio Zanchi         | 10º posto in Eccellenza Toscana/C |
| Castiglionese 1919  | Castiglion Fiorentino (AR) | Stadio Faralli                | 1º posto in Promozione Toscana/D  |
| Chiantigiana        | Gaiole in Chianti (SI)     | Comunale di Gaiole in Chianti | 7º posto in Eccellenza Toscana/C  |
| Colligiana          | Colle di Val d'Elsa (SI)   | Stadio Gino Manni             | 10º posto in Eccellenza Toscana/B |
| Figline             | Figline Valdarno (FI)      | Stadio Goffredo Del Buffa     | 1º posto in Eccellenza Toscana/C  |
| Firenze Ovest       | Firenze                    | Stadio Firenze/Paoli          | 6º posto in Eccellenza Toscana/C  |
| Fortis Juventus     | Borgo San Lorenzo (FI)     | Stadio Giacomo Romanelli      | 3º posto in Eccellenza Toscana/C  |
| Lastrigiana         | Lastra a Signa (FI)        | Stadio Comunale               | 2º posto in Eccellenza Toscana/A  |
| Mazzola Valdarbia   | Monteroni d'Arbia (SI)     | Stadio Lido Gagliardi         | 1º posto in Promozione Toscana/C  |
| Nuova Foiano        | Foiano della Chiana (AR)   | Stadio dei Pini               | 8º posto in Eccellenza Toscana/C  |
| Pontassieve         | Pontassieve (FI)           | Comunale di Pontassieve       | 5º posto in Eccellenza Toscana/C  |
| Porta Romana        | Firenze                    | Stadio Gino Bozzi             | 9º posto in Eccellenza Toscana/C  |
| Prato 2000          | Prato                      | Comunale di Paperino          | 7º posto in Eccellenza Toscana/A  |
| Rondinella Marzocco | Firenze                    | Stadio Gino Bozzi             | 2º posto in Promozione Toscana/B  |
| Signa               | Signa (FI)                 | Stadio del Bisenzio           | 3º posto in Eccellenza Toscana/A  |
| Sinalunghese        | Sinalunga (SI)             | Stadio Carlo Angeletti        | 4º posto in Eccellenza Toscana/C  |
| Zenith Prato        | Prato                      | Stadio Bruno Chiavacci        | 8º posto in Eccellenza Toscana/A  |

### Classifica finale
|  | Pos. | Squadra           | Pt | G  | V  | N  | P  | GF | GS | DR  |
|  | ---- | ----------------- | -- | -- | -- | -- | -- | -- | -- | --- |
|  | 1.   | Figline           | 63 | 32 | 18 | 9  | 5  | 43 | 21 | +22 |
|  | 2.   | Colligiana        | 57 | 32 | 17 | 6  | 9  | 42 | 34 | +8  |
|  | 3.   | Castiglionese     | 57 | 32 | 16 | 9  | 7  | 58 | 30 | +28 |
|  | 4.   | Pontassieve       | 51 | 32 | 13 | 12 | 7  | 46 | 31 | +15 |
|  | 5.   | Zenith Prato      | 51 | 32 | 13 | 12 | 7  | 36 | 25 | +11 |
|  | 6.   | Rondinella        | 50 | 32 | 12 | 14 | 6  | 43 | 33 | +10 |
|  | 7.   | Mazzola Valdarbia | 49 | 32 | 13 | 10 | 9  | 39 | 34 | +5  |
|  | 8.   | Signa             | 47 | 32 | 13 | 8  | 11 | 46 | 35 | +11 |
|  | 9.   | Fortis Juventus   | 46 | 32 | 11 | 13 | 8  | 37 | 29 | +8  |
|  | 10.  | Lastrigiana       | 40 | 32 | 10 | 10 | 12 | 28 | 31 | -3  |
|  | 11.  | Sinalunghese      | 39 | 32 | 10 | 9  | 13 | 33 | 29 | +4  |
|  | 12.  | Nuova Foiano      | 39 | 32 | 11 | 6  | 15 | 33 | 39 | -6  |
|  | 13.  | Baldaccio Bruni   | 38 | 32 | 7  | 17 | 8  | 33 | 30 | +3  |
|  | 14.  | Porta Romana      | 37 | 32 | 10 | 7  | 15 | 29 | 43 | -14 |
|  | 15.  | Firenze Ovest     | 36 | 32 | 8  | 12 | 12 | 26 | 36 | -10 |
|  | 16.  | Chiantigiana      | 23 | 32 | 5  | 8  | 19 | 26 | 49 | -23 |
|  | 17.  | Prato 2000        | 8  | 32 | 0  | 8  | 24 | 16 | 85 | -69 |

Legenda
      Promossa in Serie D 2023-2024.
      Ammessa agli Spareggi nazionali.
      Retrocesse in Promozione 2023-2024.
Regolamento:
Tre punti a vittoria, uno a pareggio, zero a sconfitta.

### Risultati

#### Tabellone
|                     | BAL  | CAS  | CHI  | COL  | FIG  | FIR  | FOR  | LAS  | MAZ  | NUO  | PON  | POR  | PRA  | RON  | SIG  | SIN  | ZEN  |
| ------------------- | ---- | ---- | ---- | ---- | ---- | ---- | ---- | ---- | ---- | ---- | ---- | ---- | ---- | ---- | ---- | ---- | ---- |
| Baldaccio Bruni     | –––– | 1-1  | 1-0  | 0-1  | 2-2  | 1-1  | 3-3  | 1-0  | 0-1  | 1-1  | 0-0  | 0-1  | 5-0  | 1-3  | 1-2  | 0-0  | 0-0  |
| Castiglionese 1919  | 1-1  | –––– | 5-1  | 1-2  | 0-2  | 1-1  | 1-1  | 1-0  | 3-1  | 2-0  | 0-1  | 4-1  | 3-1  | 2-2  | 2-0  | 2-0  | 0-1  |
| Chiantigiana        | 0-1  | 0-3  | –––– | 1-2  | 0-1  | 3-0  | 1-1  | 2-1  | 0-2  | 0-1  | 1-4  | 0-3  | 5-0  | 0-0  | 1-0  | 0-2  | 1-0  |
| Colligiana          | 1-1  | 1-1  | 4-1  | –––– | 2-0  | 2-0  | 1-0  | 1-1  | 2-1  | 0-0  | 3-2  | 1-0  | 1-0  | 1-2  | 1-1  | 1-0  | 1-2  |
| Figline             | 0-0  | 3-3  | 1-1  | 1-0  | –––– | 2-0  | 0-0  | 2-1  | 1-0  | 1-0  | 0-0  | 4-0  | 4-0  | 2-0  | 2-0  | 2-0  | 1-2  |
| Firenze Ovest       | 1-3  | 1-0  | 2-1  | 0-2  | 0-1  | –––– | 1-0  | 1-1  | 1-1  | 0-0  | 0-2  | 1-0  | 4-0  | 0-3  | 2-2  | 2-0  | 2-3  |
| Fortis Juventus     | 2-0  | 0-1  | 2-1  | 0-0  | 0-1  | 0-0  | –––– | 1-1  | 1-2  | 3-1  | 0-3  | 2-0  | 4-0  | 0-0  | 0-0  | 2-1  | 4-1  |
| Lastrigiana         | 1-1  | 0-4  | 1-0  | 2-0  | 2-0  | 0-1  | 0-0  | –––– | 3-0  | 3-0  | 1-0  | 1-1  | 2-1  | 0-3  | 0-2  | 1-0  | 0-1  |
| Mazzola Valdarbia   | 2-5  | 4-1  | 2-0  | 1-2  | 2-2  | 0-0  | 0-1  | 1-0  | –––– | 2-1  | 0-4  | 1-0  | 1-1  | 0-0  | 0-0  | 3-2  | 1-1  |
| Nuova Foiano        | 1-1  | 1-2  | 1-0  | 0-1  | 0-1  | 1-1  | 2-0  | 1-0  | 0-2  | –––– | 3-0  | 0-0  | 2-0  | 3-2  | 3-1  | 2-1  | 1-0  |
| Pontassieve         | 2-0  | 1-1  | 3-1  | 2-1  | 1-2  | 0-0  | 1-1  | 0-0  | 1-1  | 2-0  | –––– | 0-2  | 0-0  | 0-0  | 1-4  | 1-1  | 1-1  |
| Porta Romana        | 1-0  | 1-0  | 0-0  | 1-2  | 0-1  | 0-2  | 1-1  | 0-0  | 0-1  | 4-3  | 0-4  | –––– | 2-0  | 1-2  | 1-1  | 1-0  | 2-1  |
| Prato 2000          | 1-1  | 1-6  | 2-2  | 1-4  | 0-0  | 1-1  | 0-3  | 1-2  | 0-5  | 1-3  | 0-2  | 2-4  | –––– | 0-3  | 1-2  | 0-3  | 0-2  |
| Rondinella Marzocco | 1-1  | 0-3  | 1-1  | 3-1  | 1-0  | 1-0  | 0-0  | 1-2  | 0-2  | 2-1  | 2-3  | 3-2  | 1-1  | –––– | 3-2  | 1-1  | 1-1  |
| Signa               | 0-1  | 0-2  | 2-1  | 3-1  | 2-1  | 1-1  | 3-4  | 2-0  | 0-0  | 3-1  | 1-2  | 4-0  | 5-0  | 1-1  | –––– | 1-0  | 0-1  |
| Sinalunghese        | 0-0  | 0-1  | 0-0  | 3-0  | 1-1  | 3-0  | 0-1  | 1-1  | 2-0  | 2-0  | 4-2  | 2-0  | 0-0  | 1-1  | 1-0  | –––– | 2-0  |
| Zenith Prato        | 0-0  | 1-1  | 1-1  | 3-0  | 1-2  | 1-0  | 3-0  | 1-1  | 0-0  | 1-0  | 1-1  | 0-0  | 3-1  | 0-0  | 0-1  | 3-0  | –––– |

#### Play-off

##### Semifinali
|               | Risultati |              | Luogo e data                          |
| ------------- | --------- | ------------ | ------------------------------------- |
| Colligiana    | 0-2       | Zenith Prato | Colle di Val d'Elsa, 30 Aprile 2023   |
| Castiglionese | 1-3       | Pontassieve  | Castiglion Fiorentino, 30 Aprile 2023 |
|               |           |              |                                       |

##### Finale
|             | Risultati |              | Luogo e data                    |
| ----------- | --------- | ------------ | ------------------------------- |
| Pontassieve | 1-2 (dts) | Zenith Prato | Figline Valdarno, 7 maggio 2023 |
|             |           |              |                                 |

#### Play-out
Il play-out tra la 13ª e la 16ª non si disputerà in quanto il divario tra le due squadre è uguale o superiore ai 10 punti.
|              | Risultati |               | Luogo e data            |
| ------------ | --------- | ------------- | ----------------------- |
| Porta Romana | 0-2       | Firenze Ovest | Firenze, 30 aprile 2023 |
|              |           |               |                         |